# Jamsil Arena
Jamsil Arena (kor. 잠실실내체육관) – przeznaczona do koszykówki hala sportowa znajdująca się w Seulu, stolicy Korei Południowej. W tej hali swoje mecze rozgrywa drużyna SK Knights. Hala została oddana do użytku w roku 1985, może pomieścić 13 409 widzów, wszystkie miejsca są siedzące. Często rozgrywane są tu mecze reprezentacji Korei Południowej w koszykówce.